# ريج واتسون
ريج واتسون (بالإنجليزية: Reg Watson)‏ هو منتج تلفزيوني أسترالي، ولد في 1926 في بريزبان في أستراليا.

## روابط خارجية
- ريج واتسون على موقع IMDb (الإنجليزية)
- ريج واتسون على موقع قاعدة بيانات الفيلم (الإنجليزية)